# Tomás Durso
Tomás Durso (Ensenada, Argentina; 26 de febrero de 1999) es un futbolista argentino. Juega de arquero y su equipo actual es Unión de la Primera División de Argentina, a préstamo desde Atlético Tucumán.

## Trayectoria

### Inicios
Formado en las inferiores del  Gimnasia y Esgrima La Plata, Durso debutó en el primer equipo el 3 de abril de 2021 ante Lanús.
Se afianzó en el equipo titular en la temporada 2023.

### Atlético Tucumán
El 17 de enero de 2024, Durso fue cedido al Atlético Tucumán. 
Tomas jugó su primer partido de titular ante el Xeneize el 12 de mayo de 2024, partido en el que ganó el Decano por 1 a 0, con muy buenas actuaciones de Tomas.
El 25 de julio del mismo año, atajo un penal a Instituto, ganándose así, la titularidad.
El 13 de enero de 2025, renovo con el Decano hasta 2027.

## Selección nacional
Fue parte de la selección sub-20 de Argentina.
Fue convocado a la Selección Argentina Sub-20 y se desempeñó como sparring de la Selección mayor en la previa de los partidos frente a Uruguay y Venezuela, por las Eliminatorias del Mundial 2018.

## Estadísticas
Actualizado al último partido disputado el 18 de agosto de 2024.
| Club                                  | Div.          | Temporada     | Liga  | Liga | Copas nacionales | Copas nacionales | Copas internacionales | Copas internacionales | Total | Total |
| Club                                  | Div.          | Temporada     | Part. | V.I. | Part.            | V.I.             | Part.                 | V.I.                  | Part. | V.I.  |
| ------------------------------------- | ------------- | ------------- | ----- | ---- | ---------------- | ---------------- | --------------------- | --------------------- | ----- | ----- |
| Gimnasia y Esgrima La Plata Argentina | 1.ª           | 2017-18       | 0     | 0    | 0                | 0                | —                     | —                     | 0     | 0     |
| Gimnasia y Esgrima La Plata Argentina | 1.ª           | 2018-19       | 0     | 0    | 0                | 0                | —                     | —                     | 0     | 0     |
| Gimnasia y Esgrima La Plata Argentina | 1.ª           | 2019-20       | 0     | 0    | 0                | 0                | —                     | —                     | 0     | 0     |
| Gimnasia y Esgrima La Plata Argentina | 1.ª           | 2020-21       | 0     | 0    | 0                | 0                | —                     | —                     | 0     | 0     |
| Gimnasia y Esgrima La Plata Argentina | 1.ª           | 2021          | 1     | 1    | 0                | 0                | —                     | —                     | 1     | 1     |
| Gimnasia y Esgrima La Plata Argentina | 1.ª           | 2022          | 0     | 0    | 0                | 0                | —                     | —                     | 0     | 0     |
| Gimnasia y Esgrima La Plata Argentina | 1.ª           | 2023          | 26    | 8    | 15               | 2                | 5                     | 2                     | 46    | 12    |
| Gimnasia y Esgrima La Plata Argentina | Total club    | Total club    | 27    | 9    | 15               | 2                | 5                     | 2                     | 47    | 13    |
| Atlético Tucumán Argentina            | 1.ª           | 2024          | 11    | 5    | 1                | 0                | —                     | —                     | 12    | 5     |
| Atlético Tucumán Argentina            | Total club    | Total club    | 11    | 5    | 1                | 0                | 0                     | 0                     | 12    | 5     |
| Total carrera                         | Total carrera | Total carrera | 38    | 14   | 16               | 2                | 5                     | 2                     | 59    | 18    |